# Таласемия
Таласемията е наследствено заболяване на кръвоносната система, което се характеризира с намалено производство на хемоглобин – протеинът, който носи кислорода до клетките в тялото чрез червените кръвни клетки. Това може да доведе до анемия и други проблеми с червените кръвни клетки.
Таласемията е резултат от генетични мутации, които водят до намалено или неправилно производство на хемоглобин. В зависимост от типа и тежестта на таласемията симптомите могат да варират от леки до тежки и включват умора, бледост на кожата, слабост, повишена склонност към инфекции и други.
Лечението на таласемията може да включва редовни трансфузии на кръв, прием на хематологични съставки (като фолиева киселина) и в някои случаи трансплантация на костен мозък. Важно е да се направи генетично консултиране, за да се определи рисковият профил за развитие на това заболяване, особено при хора със семейна история на таласемия.